# Linia kolejowa nr 108
Linia kolejowa nr 108 Stróże – Krościenko (– Chyrów) – częściowo zelektryfikowana, jednotorowa linia kolejowa o długości 160,489 km położona w południowo-wschodniej Polsce.

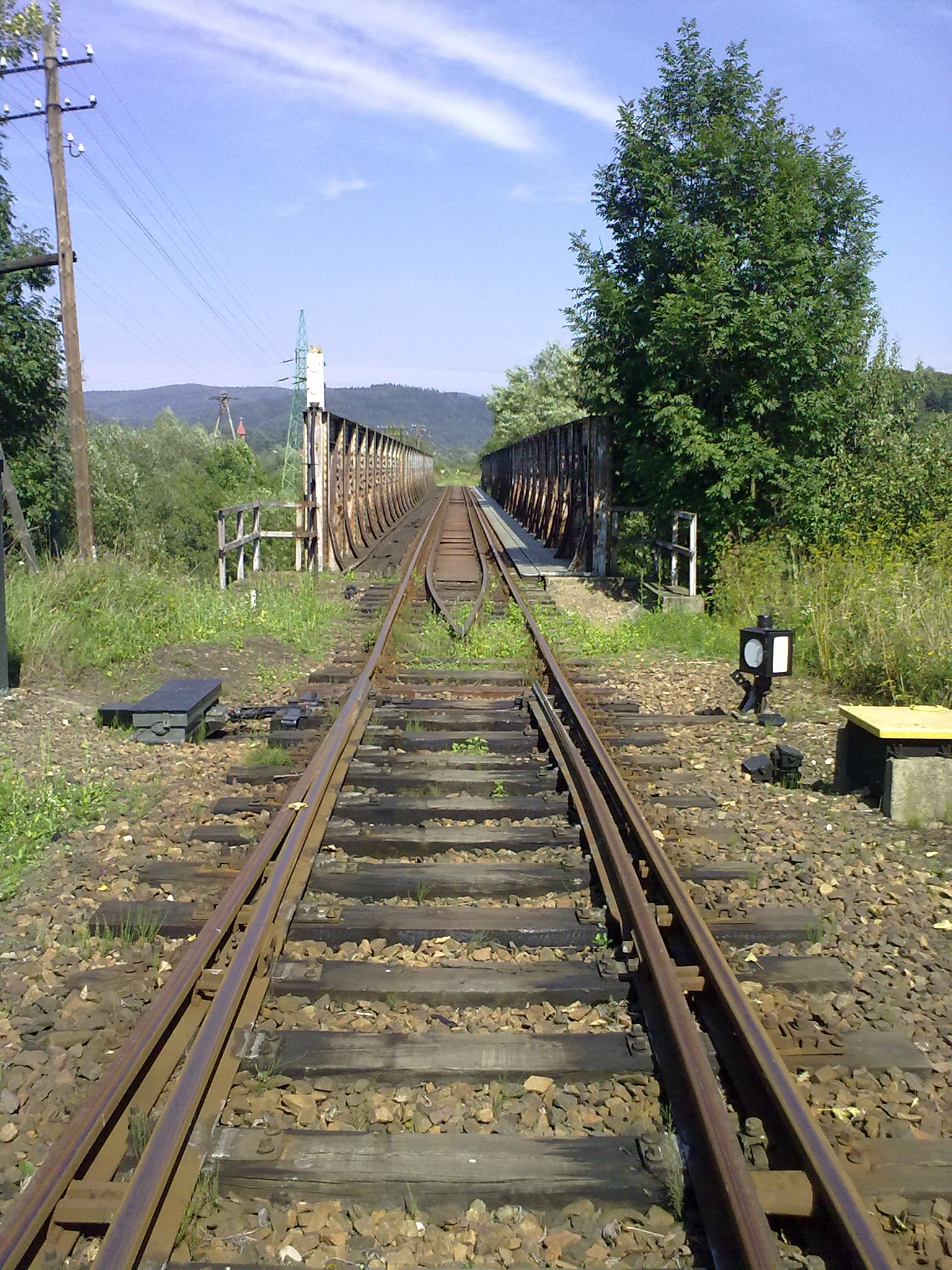
Most w miejscowości Zagórz nad rzeką Osławą

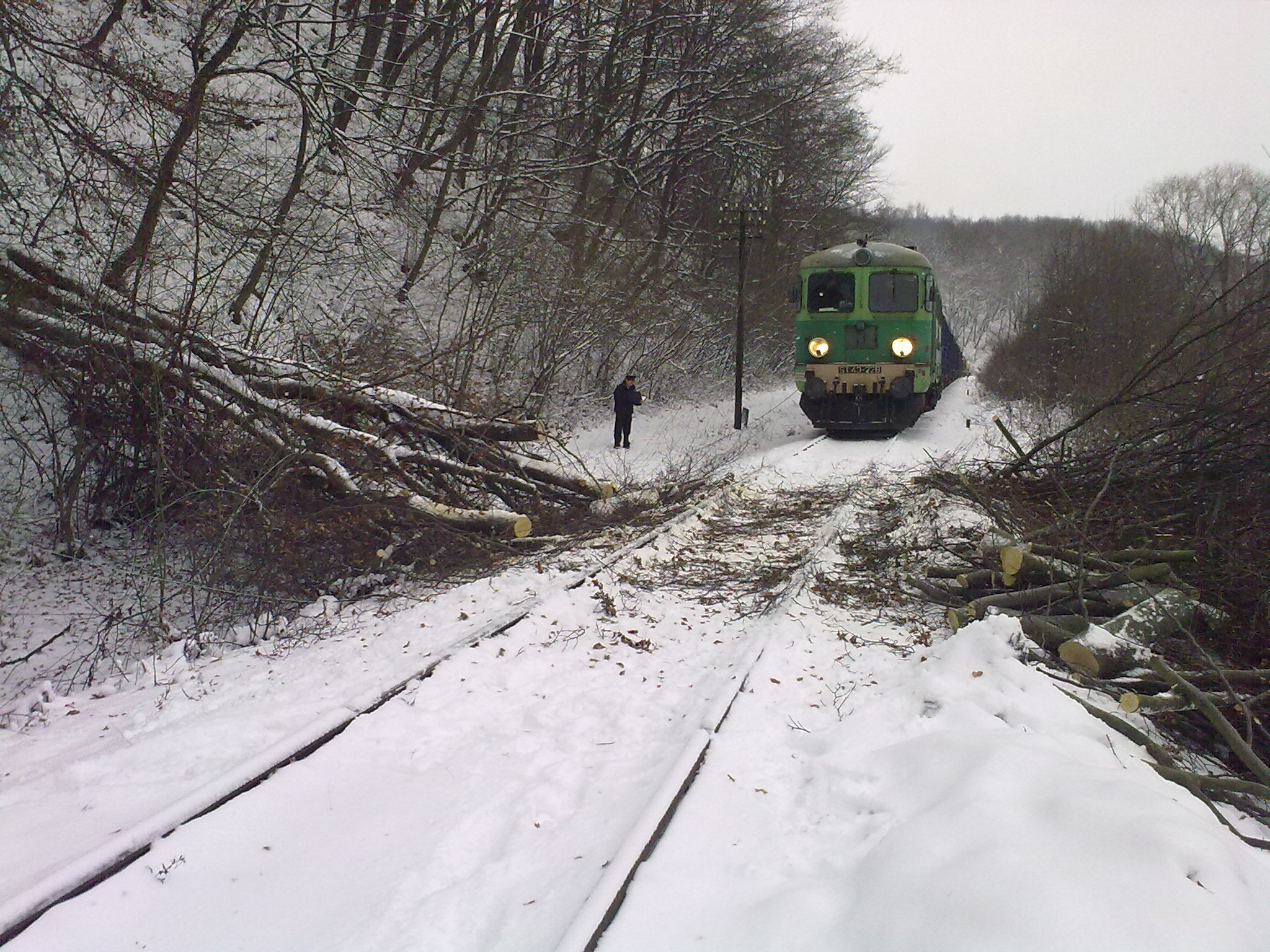
Skład towarowy z kwasem siarkowym zablokowany przez zwalone drzewo

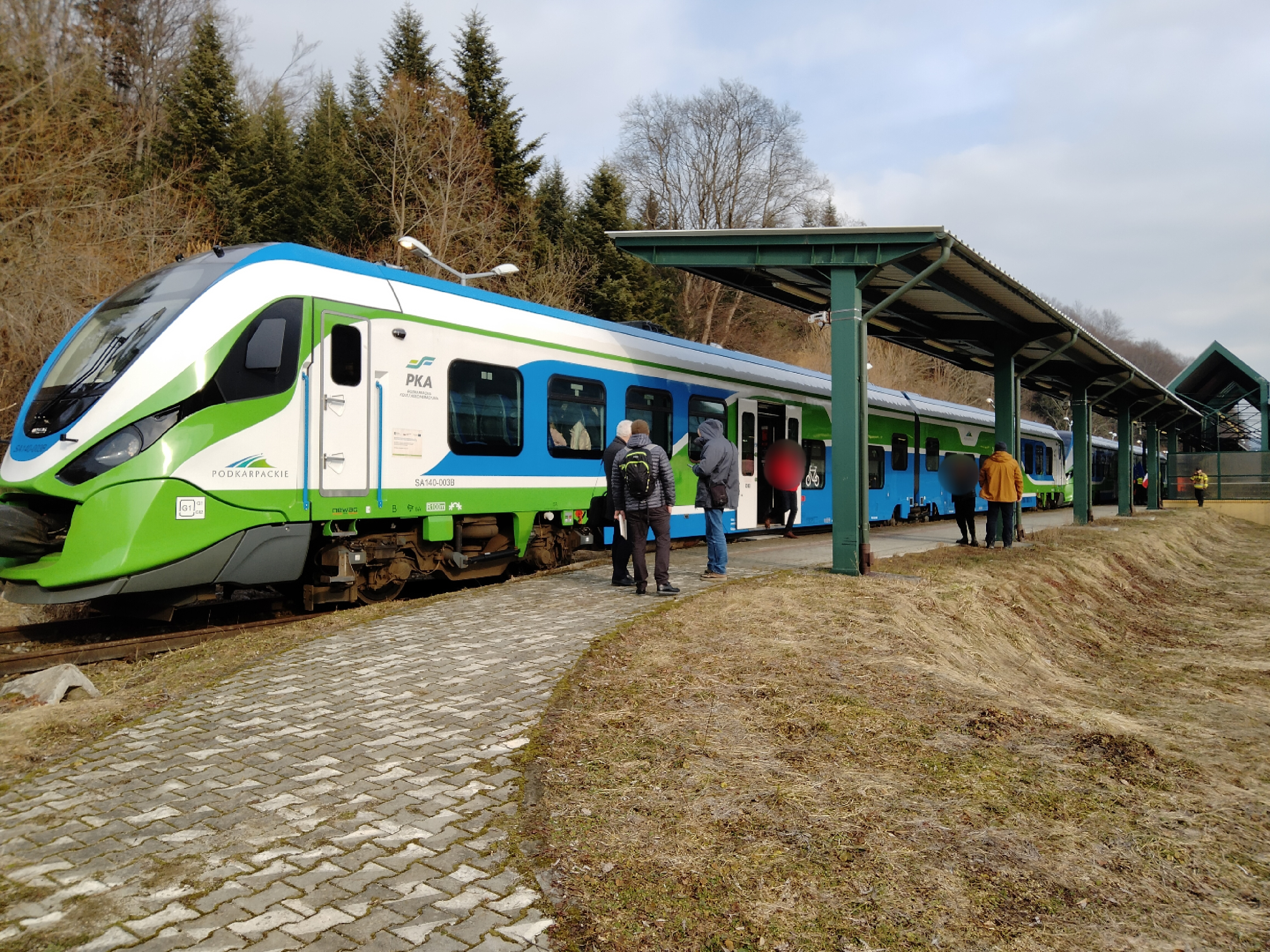
Pociąg z uchodźcami na przejściu granicznym w Krościenku (2022)

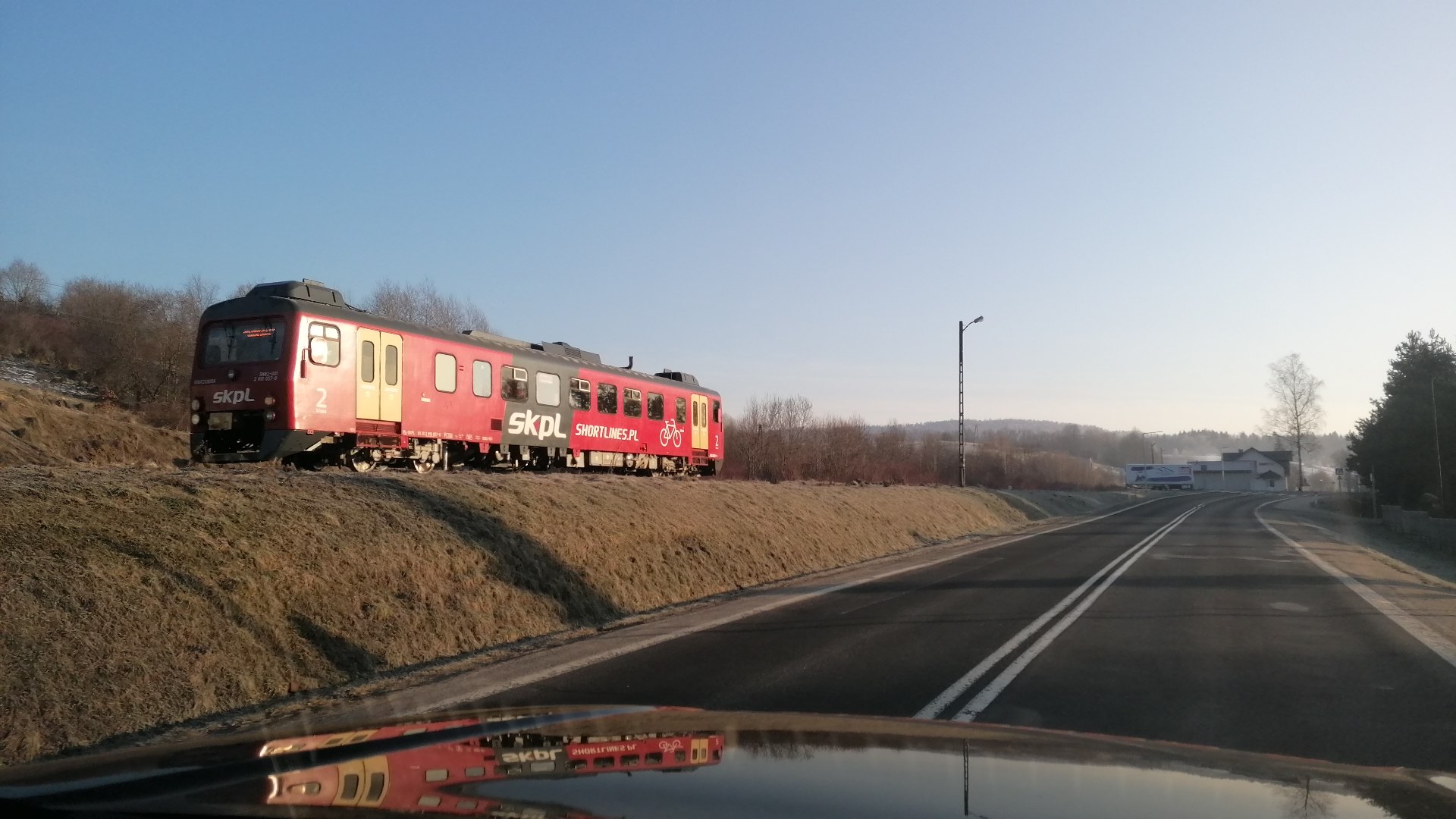
Pierwszy w 2023 roku pociąg relacji Sanok - Ustrzyki Dolne

## Historia
Linię zbudowano w XIX wieku z polecenia władz Austro-Węgier. W 1872 r. powstał odcinek od współczesnego rozjazdu z linią 107 do obecnej granicy państwa, jako część Pierwszej Węgiersko-Galicyjskiej Kolei Żelaznej. Pozostałą część linii zbudowano w 1884, w ramach Galicyjskiej Kolei Transwersalnej.
W 1938 roku obecna linia kolejowa wchodziła w skład drugorzędnej linii kolejowej nr 139 (Sucha – Stanisławów).
W latach 1945–1951 stacją końcową po polskiej stronie była Olszanica, ponieważ dalszy odcinek linii znalazł się na terenie ZSRR. Po zmianie przebiegu granicy z ZSRR w 1951 roku pociągi zaczęły ponownie docierać do Ustrzyk Dolnych i Krościenka.
1 grudnia 1988 zelektryfikowano odcinek Stróże – Jasło oraz otwarto zelektryfikowaną łącznicę nr 619 w Stróżach (w niektórych źródłach za datę budowy łącznicy przyjmuje się 1986 rok).
W 2017 roku na odcinku Stróże – Wola Łużańska wyremontowanych zostało 9 przejazdów kolejowo-drogowych.
W listopadzie 2018 PKP Polskie Linie Kolejowe podpisały z Przedsiębiorstwem Napraw i Utrzymania Infrastruktury Kolejowej w Krakowie umowę na remont odcinka Wola Łużańska – Gorlice Zagórzany, obejmujący m.in. 16 przejazdów kolejowo-drogowych oraz tory na 10 km szlaku. Jednocześnie reaktywowano ruch pociągów pasażerskich na odcinku Targowiska – Sanok – Zagórz, gdzie od poniedziałku do soboty kursują 4 pary pociągów regio w relacji Jasło – Sanok, w tym 2 wydłużone do stacji Zagórz, uzupełniane przez 2 pary pociągów Sanok – Komańcza i 1 para w relacji Sanok – Zagórz. Na linii kursują zarówno pociągi regio spółki Polregio jak i TLK spółki PKP Intercity (obsługiwane przez SKPL Cargo), które w sezonie były wydłużane do Łupkowa. Pociągi regio kursują w relacji Jasło – Sanok i Jasło – Zagórz i są skomunikowane na stacjach Sanok i Zagórz z pociągami do Komańczy. W niedziele kursują studenckie pociągi do Komańczy w liczbie 2 par uzupełnianych przez wieczorną parę Jasło – Sanok, skomunikowaną z pociągiem Kolei Małopolskich na stacji Jasło.
28 lutego 2022 w związku z inwazją Rosji na Ukrainę spółka PKP Polskie Linie Kolejowe podjęła decyzję o szybkiej naprawie linii kolejowej nr 108 na odcinku Uherce – Krościenko w celu pomocy uchodźcom z Ukrainy. Pomimo prac pierwszy pociąg z Krościenka do Tarnowa, obsługiwany jednostką SA140, 3 marca 2022 wykoleił się między Ustianową a Olszanicą. Po dokonaniu niezbędnych napraw, ruch od granicy państwa w Krościenku do Uherców wznowiono 24 marca 2022 (zarówno pociągi Polregio, jak i SKPL). Z kolei w październiku 2023 roku ogłoszono przetarg na budowę łącznicy kolejowej Jedlicze - Szebnie , z kolei we wrześniu 2024 roku ogłoszono przetarg na rewitalizację linii na odcinku od Jasła do Zagórza, wyłonienie wykonawcy jest przewidywane na połowę 2025 roku, z kolei w dniu 19 listopada 2024 roku podpisano umowę na budowę łącznicy kolejowej Jedlicze-Szebnie. Będzie ona się łączyć z linią kolejową 108 przed przystankiem Jedlicze Męcinka, a budowa ma się zakończyć do połowy 2028 roku. W planach na 2021-2030 z perspektywą do 2040 jest elektryfikacja linii kolejowej nr 108 na odcinku Krosno - Nowy Zagórz. W ramach rewitalizacji planowane jest wybudowanie trzech nowych przystanków osobowych na linii: Krosno Huta, Krosno Guzikówka i Krosno Południe, rewitalizacja czterech oraz modernizacja pięciu istniejących, a także (opcjonalnie) obniżenie niwelety toru na długości 2,8 km na terenie Krosna od wiaduktu nad Lubatówką w kierunku galerii handlowej VIVO.

## Ruch pociągów
Na odcinku Stróże – Biecz do 31 maja 2010 kursowały dwie pary pociągów regio, a następnie linia była obsługiwana przez zastępczą komunikację autobusową. Od 12 grudnia 2010 autobus wjeżdżał do Gorlic. Wraz z wprowadzeniem rozkładu jazdy na rok 2012 całkowicie zlikwidowano połączenia pasażerskie na tej trasie.
Szlak Biecz – Jasło od 1 stycznia 2010 roku do 31 marca 2016 roku był całkowicie wyłączony z ruchu pasażerskiego. 
1 kwietnia 2016 roku zdecydowano o przywróceniu ruchu pasażerskiego na odcinku Jasło – Gorlice przez stację Gorlice Zagórzany.
Na odcinku Jasło – Zagórz obecnie odbywa się ruch pasażerski i towarowy. W lutym 2013 roku PKP PLK zapowiedziały definitywne wyłączenie z eksploatacji od grudnia tegoż roku odcinka Nowy Zagórz – Krościenko, co w odpowiedzi na zapytanie poselskie nr 4402 w dniu 12 czerwca 2013 roku potwierdził podsekretarz stanu Ministerstwa Transportu Andrzej Massel. 15 grudnia 2013 PKP PLK definitywnie wyłączyły z eksploatacji odcinek Nowy Zagórz – Krościenko. Od 1 maja 2015 roku na odcinku Nowy Zagórz – Krościenko odbywa się ruch drezynowy (drezyny rowerowe). 28 lutego 2022 PKP PLK rozpoczęły doraźne przywracanie przejezdności odcinka od Uherzec Mineralnych do przejścia granicznego w Krościenku w celu umożliwienia przejazdu pociągów ewakuacyjnych z uchodźcami z Ukrainy, którzy gromadzą się na granicy w wyniku inwazji Rosji na Ukrainę. Pociągi miały być obsługiwane przez zespoły trakcyjne DM90 przewoźnika SKPL Cargo i kursować wahadłowo na odcinku Sanok – Krościenko. 3 marca rozkład jazdy dla SKPL Cargo został cofnięty, a jednocześnie wahadło na przywróconym do eksploatacji odcinku zaplanowano do obsługi przez składy SA140 przewoźnika Polregio zamówione przez marszałka województwa Podkarpackiego. Tego samego dnia po godz. 15:30 pierwszy zamówiony skład w drodze powrotnej z uchodźcami na pokładzie wykoleił się na odcinku Ustrzyki Dolne – Uherce w pobliżu Ustjanowej.
W sezonach letnich i zimowych do 12 grudnia 2009 roku na linii kursowały pociągi pospieszne do Gdyni, Warszawy i Katowic, przy czym te dwa ostatnie na stacji w Jaśle zmieniały kierunek jazdy i podążały dalej linią kolejową nr 106 w stronę Rzeszowa.
Na linii nie kursował nigdy pociąg przemierzający całą linię bezpośrednio ze Stróż do Krościenka. Najdalej bez przesiadki – pociągiem kończącym bieg w Zagórzu lub Łupkowie – można było dojechać do Sanoka.
Od 15 grudnia 2014 roku na odcinku trasy od Jasła przez Krosno i Sanok do Zagórza kursował codziennie pociąg TLK spółki PKP Intercity, przy czym w rozkładzie 2016/2017 ograniczono kursowanie do sobót i niedziel. Z kolei pociągi regio spółki Polregio kursują codziennie na odcinku Jasło – Targowiska i weekendowo do Komańczy, a od rozkładu 2016/2017 sezonowo do stacji Medzilaborce. W 2017 roku nastąpiło przywrócenie kursowania pociągów regionalnych na odcinku Stróże – Gorlice Zagórzany – Jasło. Połączenie w postaci pociągów studenckich z Krakowa do Jasła obsługują w piątki i niedziele Koleje Małopolskie. Ciągle brakuje codziennych pociągów regionalnych na powyższym odcinku.
W 2018 roku uruchomiono pociągi regio studenckie w piątki i niedziele ze stacji Gorlice do stacji Rzeszów Główny; połączenie to nadal funkcjonuje w piątki, w niedziele dojazd z przesiadką w Jaśle.
Od 1 marca 2023 roku zostały wznowione regularne połączenia relacji Sanok – Ustrzyki Dolne, w postaci 3 par pociągów w dni robocze (w dni wolne tylko w okresie wakacji), które obsługuje przewoźnik SKPL Cargo na zlecenie Polregio

## Infrastruktura

### Posterunki ruchu i punkty ekspedycyjne
Na linii znajdują się 92 różne punkty eksploatacyjne, w tym 28 stacji kolejowych, 41 przystanków.
| Rodzaj i nazwa                    | Zdjęcie | Liczba peronów | Liczba krawędzi peronowych | Infrastruktura                   |
| stacja Stróże ♿︎                  |         | 2              | 4                          |                                  |
| przystanek Polna                  |         | 1              | 1                          |                                  |
| przystanek Szalowa                |         | 1              | 1                          |                                  |
| stacja Wola Łużańska              |         | 1              | 2                          |                                  |
| przystanek Moszczenica Małopolska |         | 1              | 1                          |                                  |
| stacja Gorlice Zagórzany          |         | 2              | 3                          | - kładka                         |
| przystanek Libusza                |         | 1              | 1                          |                                  |
| stacja Biecz                      |         | 2              | 2                          | - przejście nad torami           |
| przystanek Siepietnica            |         | 1              | 1                          |                                  |
| stacja Skołyszyn                  |         | 1              | 2                          |                                  |
| stacja Przysieki                  |         | 2              | 3                          |                                  |
| przystanek Jasło Niegłowice       |         | 1              | 1                          | - przejście nad torami           |
| stacja Jasło                      |         | 2              | 3                          |                                  |
| przystanek Gliniczek              |         | 1              | 1                          |                                  |
| stacja Tarnowiec                  |         | 1              | 1                          |                                  |
| przystanek Jedlicze Męcinka       |         | 1              | 1                          |                                  |
| stacja Jedlicze                   |         | 1              | 1                          |                                  |
| przystanek Krosno Turaszówka      |         | 1              | 1                          |                                  |
| przystanek Krosno Polanka         |         | 1              | 1                          |                                  |
| stacja Krosno                     |         | 1              | 2                          | - przejście nad torami - parking |
| przystanek Krosno Miasto          |         | 1              | 1                          |                                  |
| stacja Targowiska                 |         | 1              | 1                          |                                  |
| przystanek Widacz                 |         | 1              | 1                          |                                  |
| stacja Wróblik Szlachecki ♿︎      |         | 2              | 2                          |                                  |
| przystanek Milcza                 |         | 1              | 1                          |                                  |
| przystanek Besko                  |         | 1              | 1                          |                                  |
| przystanek Zarszyn                |         | 2              | 2                          |                                  |
| przystanek Długie                 |         | 1              | 1                          |                                  |
| stacja Nowosielce                 |         | 1              | 1                          |                                  |
| przystanek Sanok Dąbrówka         |         | 1              | 1                          |                                  |
| przystanek Sanok Miasto           |         | 1              | 1                          |                                  |
| stacja Sanok                      |         | 1              | 2                          |                                  |
| stacja Nowy Zagórz                |         | 1              | 1                          |                                  |
| przystanek Załuż                  |         | 1              | 1                          |                                  |
| przystanek Lesko Łukawica         |         | 1              | 1                          |                                  |
| przystanek Jankowce               |         | 1              | 1                          |                                  |
| przystanek Uherce Tunel           |         | 1              | 1                          |                                  |
| stacja Uherce                     |         | 1              | 1                          |                                  |
| przystanek Olszanica              |         | 1              | 1                          |                                  |
| przystanek Ustianowa              |         | 1              | 1                          |                                  |
| przystanek Ustrzyki Dolne         |         | 1              | 5                          |                                  |
| stacja Krościenko                 |         | 1              | 2                          |                                  |
| Granica Państwa (Krościenko)      |         |                |                            |                                  |

## Stan techniczny
Ze względu na pogarszający się stan techniczny linii kolejowej i niekonkurencyjne czasy przejazdu, linia kolejowa jest marginalizowana przez przewoźników pasażerskich. W 2013 roku dokonano pierwszych prac modernizacyjnych na odcinku Jasło – Jedlicze oraz Nowosielce – Sanok. Wymieniono ponad 16 km torów, przebudowano 24 mosty przepusty, 19 przejazdów kolejowo-drogowych oraz 2 perony na przystankach Gliniczek i Jedlicze Męcinka, dzięki czemu prędkość rozkładowa wzrosła do 80 km/h. Mówi się także o konieczności połączenia linii kolejowej nr 106 z linią kolejową nr 108 bezkolizyjną łącznicą omijającą stację Jasło, co pozwoliłoby na skrócenie czasu jazdy. Rozpatrywane są 3 warianty budowy. Wariant I Szebnie – Przybówka przewiduje budowę mostu na rzece Jasiołka, wariant II Moderówka – Męcinka przewiduje budowę tunelu, a wariant III Krosno Turaszówka – Przybówka to budowa nowej linii wzdłuż rzeki Wisłok. Na początkowym odcinku Stróże – Wola Łużańska oraz Wola Łużańska – Gorlice Zagórzany konieczne było wprowadzanie licznych ograniczeń prędkości. 11 kwietnia 2018 roku spółka PKP Polskie Linie Kolejowe ogłosiła przetarg na opracowanie dokumentacji projektowej i robót budowlanych, mających na celu utrzymanie przejezdności i przywrócenie parametrów eksploatacyjnych. W ich wyniku prędkość ze Stróż do Woli Łużańskiej wzrosła z 40 do 60 km/h. 24 września 2018 rozstrzygnięto przetarg na remont odcinka Wola Łużańska – Gorlice Zagórzany, mający również na celu utrzymanie przejezdności i przywrócenie parametrów eksploatacyjnych. W ich wyniku prędkość wzrośnie do 100 km/h.